# 小麻
小麻（2000年12月6日）是香港的一名YouTuber與插畫家，うまる是因為喜歡日本動畫《刊物妹小埋》的小埋（うまる）而命名。她由2020年初開始於YouTube上傳影片，她的頻道主要分享生活Vlog及旅遊影片，並於2022年中急速竄紅。

## 經歷
- 小麻在2023年畢業於香港大學社會科學學院，主修地理[5]及教育[6]。

- 2020年2月18日，創立頻道「小麻うまる malojam」，並於翌日上載首段影片[7]。

- 2022年4月30日，達一萬訂閱[1]。

- 2022年6月初，達五萬訂閱[1]。

- 2022年6月1日，頻道影片上載數目達100條[8]。

- 2022年6月8日，與試當真合作製作「試音片」（即配音影片作品）。[9][10]

- 2023年7月30日，達十萬訂閱[1]。

## 外部連結
- Youtube上的小麻頻道 （页面存档备份，存于）
- 小麻的Instagram帳戶